# Хюгель, Густав
Густав Хюгель (нем. Gustav Hügel; 1 января 1871 — 15 апреля 1953, Вена, Австрия) — австрийский фигурист, выступавший в одиночном катании. Трёхкратный чемпион мира (1897, 1899 и 1900 годы), чемпион Европы 1901 года, один из основоположников фигурного катания, участник первых чемпионатов мира.
На первом чемпионате мира в 1896 году в Санкт-Петербурге завоевал серебряную медаль. В следующем году выиграл этот турнир, оставив позади знаменитого Ульриха Сальхова. В 1898 году вновь стал вторым, на этот раз проиграв шведу Хенингу Гренандеру. В дальнейшем ещё два раза выигрывал этот турнир, Сальхов каждый раз становился вторым.
На чемпионатах Европы складывалась обратная ситуация. Там Хюгель становился вторым — сначала проиграв своему соотечественнику Эдуарду Энгельманну, затем венгру Тибору фон Фольдвари, а затем дважду Ульриху Сальхову. И только в 1901 году Густав Хюгель стал чемпионом Европы.

## Спортивные достижения
| Соревнования/Сезон | 1893-94 | 1894-95 | 1895-96 | 1896-97 | 1897-98 | 1898-99 | 1899-00 | 1900-01 |
| ------------------ | ------- | ------- | ------- | ------- | ------- | ------- | ------- | ------- |
| Чемпионаты мира    |         |         | 2       | 1       | 2       | 1       | 1       |         |
| Чемпионаты Европы  | 2       | 2       |         |         |         | 2       | 2       | 1       |